# Želary
Želary è un film del 2003 diretto da Ondřej Trojan.

## Trama
Nella Cecoslovacchia occupata dai nazisti, Eliška è un'infermiera che aspira a diventare medico e lavora con il suo amante Richard, un medico affermato. I due fanno anche parte della resistenza, e in seguito ad un'operazione andata storta, vengono separati e mandati altrove. Eliška viene affidata alle cure di Joza, un paziente al quale Richard aveva salvato la vita con l'aiuto di Eliška, che gli aveva donato il suo sangue.
La nuova identità di Eliška sarà Hanula, la nuova e giovane moglie di Joza. Lo sposo novello vive nella sperduta Želary, un villaggio di pochissime anime dove si vive ancora come alla fine dell'Ottocento, e per la sofisticata Eliška l'impatto è piuttosto duro, ma si ritrova a fare amicizia con la vicina Žeňa e l'anziana Lucka, la guaritrice del villaggio.
Questo, insieme all'amore che lentamente si forma tra lei e Joza, potrebbe bastare a darle un periodo di serenità, tuttavia vive nel terrore che i Nazisti possano scoprire il suo nascondiglio. Assiste infatti all'esecuzione sommaria di una famiglia che aveva ospitato partigiani. Inoltre si ritrova al centro di attenzioni indesiderate da parte di Michal, un ubriacone violento che vive vicino a loro, e che  sospetta qualcosa riguardo alla giovane sposa. Un giorno che Michal tenta di stuprarla, Joza gli spezza un braccio.
Dopo più di un anno a Želary, la guerra volge al termine e l'Armata Rossa arriva nel piccolo villaggio e viene festeggiata la liberazione. Joza ricorda a Eliška che, dal momento che l'ha sposato sotto falso nome, può essere libera di far ritorno alla vita di prima. Eliška gli comunica di voler restare con lui.
Purtroppo a causa di una faida nel villaggio tra un padre e suo figlio nel quale viene coinvolto un soldato ubriaco, avviene uno scontro tra gli abitanti del villaggio e i soldati, che sfocia nel sangue. Tra le vittime vi è Joza, ucciso accidentalmente da uno dei suoi concittadini. Ad Eliška non resta che fare ritorno a Praga e agli studi di medicina.
Molti anni dopo Eliška è riuscita a diventare medico e ha ritrovato Richard. Si reca a vedere ciò che rimane di Želary, ormai in stato di abbandono dopo la fine della guerra. Mentre visita le rovine, si imbatte inaspettatamente in un'ormai vecchissima Lucka, la sua maestra di un tempo. Eliška le chiede come faccia a essere viva dopo tutto questo tempo, e lei le rivela di non esserne troppo sicura. Il film termina con le due donne che ridono dopo essersi ritrovate.

## Riconoscimenti
- 2004 - Premio Oscar
  - Nomination Miglior film straniero